# Pierre Quantin
Pour les articles homonymes, voir Quantin.
Pierre Quantin, né le 16 juin 1759 à Fervaques près de Lisieux (Calvados) et mort le 7 février 1824 à Coutances (Manche), est un général français de la Révolution et de l’Empire.

## États de service
Il sert le 9 mai 1772 comme mousse sur les bâtiments de commerce, il devient novice le 14 juin 1774, et il s'engage dans la division de Toulon le 27 août 1776. Caporal le 9 février 1777, il achète son congé le 20 septembre suivant. Il rejoint la marine américaine la même année, et il y reste jusqu'en 1783. Le 27 septembre 1784 il devient dragon dans la milice de l'île de Marie-Galante, il est nommé brigadier le 7 janvier 1785, maréchal des logis le 20 juin suivant, puis il quitte le service le 1er janvier 1789.
Le 25 janvier 1792 il entre comme lieutenant au 3e bataillon de volontaires du Calvados, et le 1er mars 1793 il est adjudant de place à Gertruydenberg. Le 13 juin 1795 il reçoit son brevet d'adjudant-général chef de brigade et il est employé sous les ordres du général Gabriel Marie Joseph d'Hédouville, comme chef d’état-major par intérim de l’armée des côtes de Brest. Il est promu général de brigade le 1er janvier 1796, et il prend le commandement du département du Morbihan. Le 23 juillet 1796 il est nommé commandant des troupes destinées à l'Irlande, et devant s'embarquer à Flessingue. Le 25 août 1796, il est élevé au grade de général de division employé à l'expédition de Dunkerque, mais il fait naufrage le 10 novembre suivant. Il est employé, sous les ordres du général Lazare Hoche, dans les guerres de la Vendée.
Ses principes furent ceux de ces deux illustres généraux : éviter autant que possible de répandre le sang français, employer sans cesse la persuasion pour ramener des esprits égarés, et ne sévir avec rigueur que comme nécessité absolue et pour intimider par des exemples de sévérité. 
Le général Quantin quitte la Vendée et il est placé en congé de réforme le 1er novembre 1797. Le 15 juin 1798, il est remis en activité pour aller prendre le commandement de la 9e division à Nîmes, puis le 24 juillet 1798 il passe dans la 8e et se rend à Aix, qui en est le chef-lieu.
La majorité des citoyens s’abstenait de se présenter aux élections primaires : chez les uns, c’était le dégoût d’assister à ces assemblées, où s’élevaient toujours de vives discussions qui dégénéraient en actes de violence, où fort souvent les suffrages étaient disputés à coups de poing ; chez les autres, c’était indifférence, ou conviction de l’inutilité de ces élections que le pouvoir exécutif cassait à volonté.
Le général Quantin adresse à ce sujet, au nom du Directoire, une proclamation par laquelle il engage les habitants de la province à se rendre exactement à ces assemblées et à y concourir de leur vote. Les choses qui y sont faites ne plurent cependant point au Directoire qui annule, cette année encore, les opérations électorales, malgré les plus scrupuleuses observations des décisions réglementaires.
Réformé à nouveau le 2 décembre 1799, il est remis en activité et employé à Brest le 21 février 1800, puis le 21 février 1801 à l'armée de l'Ouest comme commandant de Belle-Île-en-Mer. Le 6 novembre 1801, le général Quantin est appelé à faire partie de l’expédition de Saint-Domingue, commandée par le général Charles Victoire Emmanuel Leclerc. Il est chargé d'y conduire des renforts le 31 mars 1802, et sur place, il est affecté à différents commandements jusqu'au 29 mai 1803, date à laquelle il rentre en France.
Le 23 vendémiaire an XII (16 octobre 1803), il obtint la croix de chevalier de la Légion d'honneur et est nommé commandeur de l'ordre le 25 prairial an XII (14 juin 1804). L’Empereur lui confie le commandement de Belle-Île-en-Mer le 31 décembre 1803, qu’il conserve plusieurs années, et où il fait exécuter des travaux qui ont rendu ce port à peu près inexpugnable. Une disgrâce, dont les causes n’ont jamais été bien éclaircies, lui fait retirer ce commandement. Il demande et obtient sa retraite le 12 avril 1811. 
Il meurt à Coutances le 7 février 1824.
Les papiers personnels du général Pierre Quantin sont conservés aux Archives nationales sous la cote 209AP.